# Chingoli
Chingoli es una ciudad censal situada en el distrito de Alappuzha en el estado de Kerala (India). Su población es de 14981 habitantes (2011). Se encuentra a 33 km de Alappuzha.

## Demografía
Según el censo de 2011 la población de Chingoli era de 14981 habitantes, de los cuales 6981 eran hombres y 8080 eran mujeres. Chingoli tiene una tasa media de alfabetización del 93,87%, inferior a la media estatal del 94%: la alfabetización masculina es del 96,25%, y la alfabetización femenina del 91,90%.